# F. Scott Fitzgerald
Francis Scott Key Fitzgerald (Saint Paul (Minnesota), 24 september 1896 – Hollywood, 21 december 1940) was een Amerikaans romancier en schrijver van korte verhalen. Zijn bekendste roman The Great Gatsby uit 1925 werd herhaaldelijk verfilmd. Fitzgerald wordt gezien als een van de grootste Amerikaanse schrijvers uit de 20e eeuw. Hij is vaak vereenzelvigd met de periode waarin de jazzmuziek zijn grootste populariteit genoot: de Jazz Age, ook wel bekend als de Roaring Twenties.

## Leven en werk

### Jeugd en opleiding
Fitzgerald, die bekend stond als 'Scott Fitzgerald' alsof 'Scott' zijn voornaam was, werd geboren in Saint Paul in de staat Minnesota. Reeds als scholier begon hij met schrijven. Hij was de woordvoerder voor de Verloren Generatie, Amerikanen die geboren waren in de jaren 1890 (onder wie John Steinbeck en Ernest Hemingway) en die volwassen werden tijdens de Eerste Wereldoorlog. Hij schreef vijf romans en een groot aantal korte verhalen met thema's als jeugd, depressie en leeftijd.
Hij ging in 1913 naar de Princeton-universiteit, waar hij bevriend raakte met toekomstige literatuurcritici en schrijvers als Edmund Wilson en John Peale Bishop. Doordat zijn universitaire carrière moeizaam verliep besloot hij in 1917 de United States Armed Forces in te gaan, toen de VS troepen inzette in de Eerste Wereldoorlog. De oorlog werd echter snel daarna beëindigd en hij werd ontslagen zonder ooit naar Europa te zijn gegaan.

### Vroege carrière
Hij was er zeker van dat hij de oorlog niet zou overleven en wilde een literaire erfenis achterlaten. Hij had snel een boek geschreven met de titel The Romantic Egotist, toen hij als officier in training in verschillende trainingskampen in Alabama verbleef. Zijn boek werd goed ontvangen, maar afgewezen door een uitgever.
Tijdens zijn training ontmoette hij ook Zelda Sayre, de 'top girl' in zijn woorden van de jeugdgroep in Montgomery, Alabama. Fitzgerald verloofde zich met haar in 1919. Hij verhuisde naar een appartement in New York om een leven met Zelda te kunnen opbouwen. Hij werkte bij een reclamebureau en schreef korte verhalen. Hij kon Zelda er niet van overtuigen dat hij in haar onderhoud kon voorzien en ze verbrak de verloving.
Scott ging terug naar zijn ouderlijk huis in St. Paul om The Romantic Egotist te herzien. Hernoemd tot This side of paradise werd het geaccepteerd door een uitgever en Zelda en Scott hernieuwden hun verloving. Het boek werd op 26 maart 1920 uitgegeven. Het werd een van de belangrijkste boeken van het jaar en het definieerde de Flapper generatie. In de week erna trouwde het stel in de Saint Patrick's Cathedral (New York). Hun dochter en enige kind Frances werd geboren op 26 oktober 1921.

### Financiële problemen
Alhoewel Fitzgeralds passie het schrijven van boeken was, verkochten deze nooit genoeg om te kunnen voorzien in de opulente levensstijl die hij en Zelda hadden aangenomen. Daarom begon hij met het schrijven van korte verhalen voor bladen als The Saturday Evening Post en Esquire. Hij verkocht de filmrechten van zijn boeken en verhalen aan de studio's van Hollywood. Hij zat constant in financiële problemen en leende vaak van zijn literair agent en redacteur.

### Literaire successen
De jaren twintig waren de meest invloedrijke tijd te zijn in Fitzgeralds ontwikkeling. Zijn tweede boek The Beautiful and Damned (1922) laat een indrukwekkende ontwikkeling zien na het in vergelijking onvolwassen This Side of Paradise. In 1925 verscheen The Great Gatsby, dat door velen gezien wordt als zijn meesterwerk.

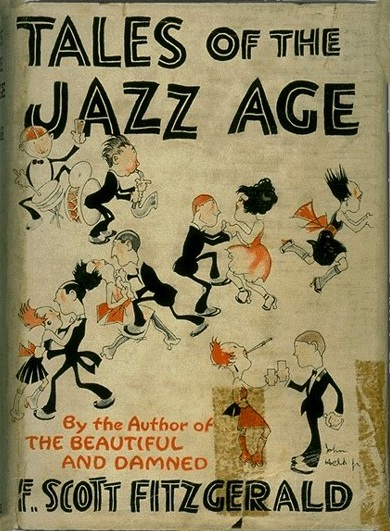
Cover van "Tales of the Jazz Age" (1922), ontworpen door John Held, Jr.

Fitzgerald maakte in de jaren twintig beroemd geworden reizen naar Europa, met name naar Parijs en de Franse Rivièra. Zo raakte hij bevriend met veel Amerikanen die daar woonden, en in het bijzonder met Ernest Hemingway.
Fitzgerald begon aan zijn vierde boek te werken aan het eind van de jaren 1920, maar werd afgeleid door financiële moeilijkheden (waardoor hij korte verhalen moest schrijven) en de schizofrenie van Zelda. Haar emotionele gezondheid bleef zorgelijk voor de rest van haar leven. In 1932 werd zij opgenomen en Scott huurde een huis in de buitenwijk van Towson om aan zijn boek te werken. Het boek beschrijft de opkomst en teloorgang van Dick Diver, een veelbelovend jong psychoanalyticus en zijn vrouw Nicole, die ook een van zijn patiënten is. Het boek werd in 1934 uitgebracht met de titel Tender is the Night. Critici beschouwen dit als een van zijn beste werken.

### De Hollywood-jaren
Het tweede deel van de jaren dertig verbleef Fitzgerald in Hollywood. Hij werkte aan commerciële korte verhalen, scripts voor Metro-Goldwyn-Mayer, en zijn vijfde en laatste boek The Love of the Last Tycoon, gebaseerd op het leven van de filmproducer Irving Thalberg. Zelda en hij raakten van elkaar vervreemd, zij verbleef in instellingen aan de oostkust, hij woonde samen met Sheilah Graham in Hollywood.

### Ziekte en overlijden
Fitzgerald overleed op 21 december 1940 na twee hartaanvallen in Sheilah Grahams appartement in Hollywood. Zelda kwam om in een brand in het Highland instituut in Asheville, North Carolina in 1948. Ze liggen begraven in Saint Mary's Cemetery in Rockville, Maryland. Hij heeft nooit zijn laatste boek af kunnen maken. Zijn aantekeningen werden geredigeerd door zijn vriend Edmund Wilson. Het werd in 1941 gepubliceerd als The Last Tycoon. Uit literatuuronderzoek bleek dat hij de titel The Love of the Last Tycoon in gedachten had, die in latere edities wordt toegepast.

## Receptie
In 2001 werden The Great Gatsby en Tender is the Night genoemd in de lijst van de 100 beste Engelstalige boeken van de 20e eeuw door de Amerikaanse uitgever Modern Library.